# Strannersdorf (Gemeinde Mank)
Strannersdorf ist eine Ortschaft und eine Katastralgemeinde der Stadtgemeinde Mank im Bezirk Melk in Niederösterreich. Die Ortschaft hat 28 Einwohner (Stand 1. Jänner 2024).

## Geografie
Der kleine Ort liegt um das Schloss Strannersdorf westlich von Mank. Zur Katastralgemeinde zählen die Ortschaften Altenhofen, Bodendorf, Dorna, Fohra, Fritzberg, Hagberg, Hörsdorf, Rührsdorf, Nacht und Wies. Weiters wurde ein hier im 18. Jahrhundert ein Mühlhof mit einem kleinen Gut namens Aemmering erwähnt.
Am 1. April 2020 umfasste die Ortschaft Strannersdorf 13 Adressen.

## Siedlungsentwicklung
Zum Jahreswechsel 1979/1980 befanden sich in der Katastralgemeinde Strannersdorf insgesamt 160 Bauflächen mit 67.167 m² und 160 Gärten auf 377.474 m², 1989/1990 gab es 150 Bauflächen. 1999/2000 war die Zahl der Bauflächen auf 175 angewachsen und 2009/2010 bestanden 175 Gebäude auf 256 Bauflächen.

## Geschichte
Laut Adressbuch von Österreich waren im Jahr 1938 in Strannersdorf ein Bäcker, ein Müller mit Sägewerk, ein Viehhändler und einige Landwirte ansässig.

## Bodennutzung
Die Katastralgemeinde ist landwirtschaftlich geprägt. 754 Hektar wurden zum Jahreswechsel 1979/1980 landwirtschaftlich genutzt und 111 Hektar waren forstwirtschaftlich geführte Waldflächen. 1999/2000 wurde auf 784 Hektar Landwirtschaft betrieben und 113 Hektar waren als forstwirtschaftlich genutzte Flächen ausgewiesen. Ende 2018 waren 759 Hektar als landwirtschaftliche Flächen genutzt und Forstwirtschaft wurde auf 112 Hektar betrieben. Die durchschnittliche Bodenklimazahl von Strannersdorf beträgt 47,8 (Stand 2010).

## Sehenswürdigkeiten
- Schloss Strannersdorf, im 15. Jahrhundert von den Herren von Walsee errichtet

## Persönlichkeiten
- Elisabeth Plainacher (1513–1583), als Hexe verurteilt und hingerichtet, lebte einige Zeit im Ort